# Suomi KP/-31
El Suomi KP/-31 (Suomi-konepistooli o "Subfusil Finlandia") fue un subfusil finés, que estuvo en servicio durante la Segunda Guerra Mundial. Su diseño provino del prototipo M-22 y el modelo KP/-26, el cual apareció en 1925. El Suomi-Konepistooli KP/-31 (pistola automática Finlandia) con frecuencia abreviado como Suomi KP.

## Descripción
El Suomi KP/-31 es considerado por varios como uno de los subfusiles más exitosos de la Segunda Guerra Mundial, además de desarrollar el tambor de 71 balas que más tarde fue copiado y adoptado por la Unión Soviética para sus subfusiles PPD-40 y PPSh-41. Su precisión al ser comparado con el PPSh-41 de serie era superior, debido en parte a su cañón más largo, con la misma cadencia de fuego y gran capacidad del cargador. La principal desventaja del Suomi KP/-31 era su alto costo de producción.
El Suomi KP/-31 además incorporaba nuevas características, inclusive el montaje del muelle recuperador dentro del cerrojo para que el subfusil fuera más corto. Su cargador recto de 50 balas en cuatro columnas era más fiable que el primer tambor de 50 cartuchos, empleándose este diseño en el cargador del subfusil argentino Hafdasa C-4 y los actuales cargadores de 60 balas compatibles con el AK-74.

## Desarrollo
EL M-22 y KP-26 fueron fabricados por Konepistooli Oy, empresa fundada por el diseñador de armas finés Aimo Lahti, el capitán V. Korpela, y los tenientes Y. Koskinen y  L. Boyer-Spoof. El Suomi KP-31 fue diseñado por Koskinen y Lahti.
Tikkakoski Oy empezó a producir en serie al Suomi KP/-31 en 1931, la mayor parte de estas armas siendo compradas por las Fuerzas Armadas de Finlandia. Las Fuerzas Armadas finlandesas estaban equipadas con unos 4.000 subfusiles KP-31 cuando empezó la Guerra de Invierno. Durante la guerra, el diseño fue modificado con la adición de un freno de boca, que aumentó 55 mm a la longitud del subfusil. La versión modificada fue denominada KP/-31 SJR (suujarru, freno de boca en finés). Aimo Lahti no estaba de acuerdo con esta modificación, ya que pensaba que reduciría la fiabilidad del arma. Finalmente, apenas la mitad de los KP/-31 en servicio eran la versión SJR. Al inicio, el KP/-31 era suministrado como un sustituto de ametralladora ligera y demostró ser inadecuado para este papel. En cambio, los soldados aprendieron por ensayo y error como emplear los subfusiles de forma efectiva. Al momento de la Guerra de Continuación, la doctrina militar finesa fue modificada para incluir tanto un KP-31 y una ametralladora ligera (usualmente una DP capturada) en cada pelotón de infantería, siendo aumentado a dos KP/-31 por pelotón hacia 1943. La producción del KP/-31 continuó incrementándose con la intención de agregar un tercer subfusil a cada pelotón, pero este plan fue archivado en 1944 cuando terminó la Guerra de Continuación
También se produjo en 1941 una versión especial para búnker en cantidad limitada (un total de 500 subfusiles construidos) con una camisa de cañón más delgada para poder disparar a través de las estrechas troneras de los búnkeres defensivos. Esta versión no tenía culata y estaba equipada con un pistolete. Una versión aún más escasa fue producida para emplearse como armamento secundario en las troneras de los tanques Vickers 6-ton, pero solamente se construyeron una docena antes del cese de producción a causa del inicio de la Guerra de Invierno. La producción nunca se retomó, ya que las ametralladoras DP capturadas demostraron ser muy superiores en este papel. Al igual que la versión para búnker, la versión para tanque solo tenía un pistolete y no llevaba culata, además podía desmontarse rápidamente del tanque y ser equipada con una camisa de cañón estándar para ser empleada como arma de infantería en caso de necesidad. La versión para tanque quedó en el inventario del Ejército finlandés hasta finales de la década de 1980, a pesar de que el tanque para el cual había sido diseñado fue retirado en 1959, posiblemente debido a que el Ejército se había olvidado de su existencia.
El Suomi KP/-31 también fue fabricado bajo licencia en Suecia por Husqvarna , en Dinamarca por Madsen  y en Suiza, donde era conocido como Hispano-Suiza MP43/44.
En 2009 se produjo una versión semiautomática del Suomi KP/-31 para el mercado civil de los Estados Unidos, reemplazando el cajón de mecanismos y alargando el cañón para cumplir con los requisitos del Acta Nacional sobre Armas de Fuego.

## Usuarios

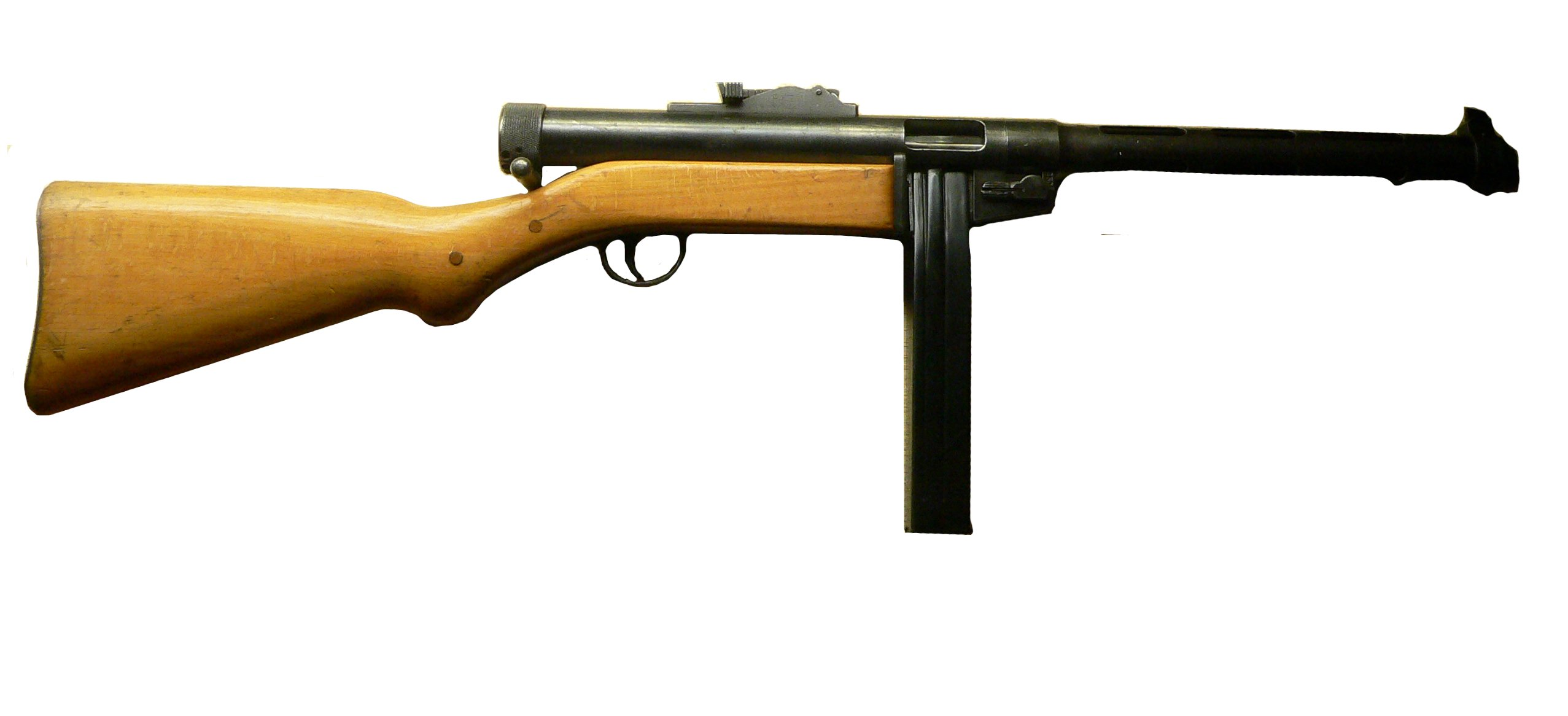
El MP 43/44 suizo.

- Bolivia[7]:Durante la guerra del Chaco se utilizaron un total de 400-450 unidades en 1932
- Alemania nazi: 3.042 comprados a Finlandia durante la Segunda Guerra Mundial, y probablemente suministrados al Heer y el Waffen-SS. Además fueron suministrados 120 subfusiles al Armeeoberkommando Norwegen en 1942 para ser empleados en el Frente Finlandés. La mayoría de estos subfusiles salieron de Finlandia durante la retirada de las tropas alemanas en 1944 y fueron empleados en otros frentes.
- Bulgaria: 5.505 comprados entre 1940-1942.
- Croacia: 1.250 comprados entre 1942-43.
- Dinamarca: Madsen y Hovea construyeron al menos 1.400 copias del M/31 llamadas M/41, derivadas del Subfusil Lettet-Forsøgs.
- Eslovaquia
- Estonia: 485 comprados en 1937
- Finlandia
- Israel
- Noruega: los soldados noruegos apostados en Suecia durante la Segunda Guerra Mundial usaron la variante sueca m/37-39. Fueron usados por las Fuerzas Armadas de Noruega hasta la década de 1980, principalmente por la Armada y la Guardia Nacional.
- Polonia: usada por la Policja (Policía) polaca.
- Suecia: Husqvarna Vapenfabriks AB fabricó bajo licencia 35.000 unidades antes y durante la Segunda Guerra Mundial, algunas de las cuales fueron importadas desde Finlandia. Denominadas kpist m/37 (empleaban el cartucho 9 mm Browning Long) por su año de adopción, en 1939 Suecia decide adoptar el 9 x 19 Parabellum y los nuevos subfusiles son denominados kpist m/37-39.[8]
- Suiza
- Unión Soviética: empleó subfusiles capturados.